# Championnats du monde de cross-country 1993
Navigation
Édition précédente Édition suivante
Les 21e Championnats du monde de cross-country IAAF  se sont déroulés le 28 mars 1993 à Amorebieta-Etxano en Espagne.

## Parcours
Les distances parcourues sont 11,75 km pour la course senior masculine, 6,35 km pour la course senior féminine, 7,15 km pour la course junior masculine, et 4,45 km pour la course junior féminine.

## Résultats

### Cross long homme

#### Individuel
| Place              | Athlète            | Pays     | Temps |
| ------------------ | ------------------ | -------- | ----- |
| Médaille d'or      | William Sigei      | Kenya    | 32:51 |
| Médaille d'argent  | Dominic Kirui      | Kenya    | 32:56 |
| Médaille de bronze | Ismael Kirui       | Kenya    | 32:59 |
| 4                  | Moses Tanui        | Kenya    | 33:14 |
| 5                  | Ezequiel Bitok     | Kenya    | 33:21 |
| 6                  | Khalid Skah        | Maroc    | 33:22 |
| 7                  | Haile Gebrselassie | Éthiopie | 33:23 |
| 8                  | Addis Abebe        | Éthiopie | 33:29 |
| 9                  | Worku Bikila       | Éthiopie | 33:31 |
| 10                 | Paul Tergat        | Kenya    | 33:35 |

#### Équipe
| Médaille | Athlètes | Points  |
| Or       | Kenya William Sigei (1e) Dominic Kirui (2e) Ismael Kirui (3e) Moses Tanui (4e) Ezequiel Bitok (5e) Paul Tergat (10e)                      | 25 pts  |
| Argent   | Éthiopie Haile Gebreselassie (7e) Addis Abebe (8e) Worku Bikila (9e) Fita Bayissa (16e) Abraham Assefa (19e) Kidane Gebrmichael (23e)     | 82 pts  |
| Bronze   | Portugal Domingos Castro (12e) Paulo Guerra (21e) Carlos Monteiro (22e) Joaquim Pinheiro (25e) João Junqueira (41e) Carlos Patricio (46e) | 167 pts |

### Course juniors hommes

#### Individuel
| Médaille | Athlète                  | Temps       |
| Or       | Philip Mosima (KEN)      | 20 min 18 s |
| Argent   | Christopher Koskei (KEN) | 20 min 20 s |
| Bronze   | Josephat Machuka (KEN)   | 20 min 23 s |

#### Équipe
| Médaille | Athlètes | Points |
| Or       | Kenya    | 10 pts |
| Argent   | Éthiopie | 27 pts |
| Bronze   | Maroc    | 76 pts |

### Cross long femmes

#### Individuel
| Médaille | Athlète                   | Temps       |
| Or       | Albertina Dias (POR)      | 20 min      |
| Argent   | Catherina McKiernan (IRL) | 20 min 09 s |
| Bronze   | Lynn Jennings (USA)       | 20 min 09 s |

#### Équipe
| Médaille | Athlètes                                                                               | Points  |
| Or       | Kenya Pauline Konga (7e) Helen Kimaiyo (12e) Esther Kiplagat (16e) Jane Ngotho (17e)   | 52 pts  |
| Argent   | Japon Kazumi Kanbayashi (10e) Tsugumi Fukuyama (20e) Yumi Osaki (27e) Kumi Araki (36e) | 93 pts  |
| Bronze   | France Farida Fatès (8e) Odile Ohier (14e) Annette Palluy (34e) Annick Clouvel (44e)   | 100 pts |

### Cross Junior Femmes

#### Individuel
| Médaille | Athlète                 | Temps       |
| Or       | Gladys Ondeyo (KEN)     | 14 min 04 s |
| Argent   | Pamela Chepchumba (KEN) | 14 min 09 s |
| Bronze   | Sally Barsosio (KEN)    | 14 min 11 s |

#### Équipe
| Médaille | Athlètes | Points |
| Or       | Kenya    | 10 pts |
| Argent   | Japon    | 41 pts |
| Bronze   | Éthiopie | 61 pts |